# Thelotrema conveniens
Thelotrema conveniens är en lavart som beskrevs av Nyl. Thelotrema conveniens ingår i släktet Thelotrema och familjen Graphidaceae.   Inga underarter finns listade i Catalogue of Life.